# Schistophyllum acacioides
Schistophyllum acacioides là một loài Rêu trong họ Fissidentaceae. Loài này được (Schrad.) Lindb. mô tả khoa học đầu tiên năm 1883.